# 松原武生
松原 武生（まつばら たけお、1921年4月3日 - 2014年12月15日）は、日本の物理学者。

## 経歴
大阪市出身。旧制北野中学、旧制大阪高校を経て、大阪帝国大学理学部物理学科を卒業。同大学院に進み「結晶によるX線散漫散乱の理論的研究」で博士号。同大助教授を経て北海道大学で教授に就任。その後は京都大学教授、岡山理科大学教授を歴任。元日本物理学会会長。

## 研究
場の量子論の手法を統計物理学に適用することで、グリーン関数 に関する統計力学の手法を提案した。
豊沢豊と行った半導体の不純物バンドに関する研究は、ランダム格子内の電子の運動を記述する松原-豊沢モデルとなった。
他には誘電体、超伝導、超流動も研究した。

## 受賞歴
- 1961年（昭和36年）-  仁科記念賞
- 1971年（昭和41年）-  東レ科学技術賞
- 1991年（平成3年）-  勲二等瑞宝章受章[6]。